# حمامة حزينة
الحمامة الحزينة أو الحمامة الحزينة الأفريقية أو حمامة الحداد المطوقة (باللاتينية: Streptopelia decipiens) هي حمامة من الطيور المقيمة على نطاق واسع في أفريقيا جنوب الصحراء الكبرى. على الرغم من اسمها، إلا أنها لا ترتبط بحمامة الحداد الشمال افريفية (باللاتينية: Zenaida macroura). هذه الأنواع شائعة أو وفيرة بالقرب من الماء. غالبًا ما تختلط بسلام مع الحمائم الأخرى.

## الوصف
الحمامة الحزينة هي حمامة كبيرة الحجم ، يصل طولها إلى 31 سم. ظهرها وأجنحتها وذيلها بني شاحب. الرأس رمادي والأجزاء السفلية وردية، ولون رمادي الباهت على البطن. هناك رقعة خلف الرقبة سوداء مع حافة بيضاء. الأرجل وقطعة من الجلد العاري حول العين حمراء.

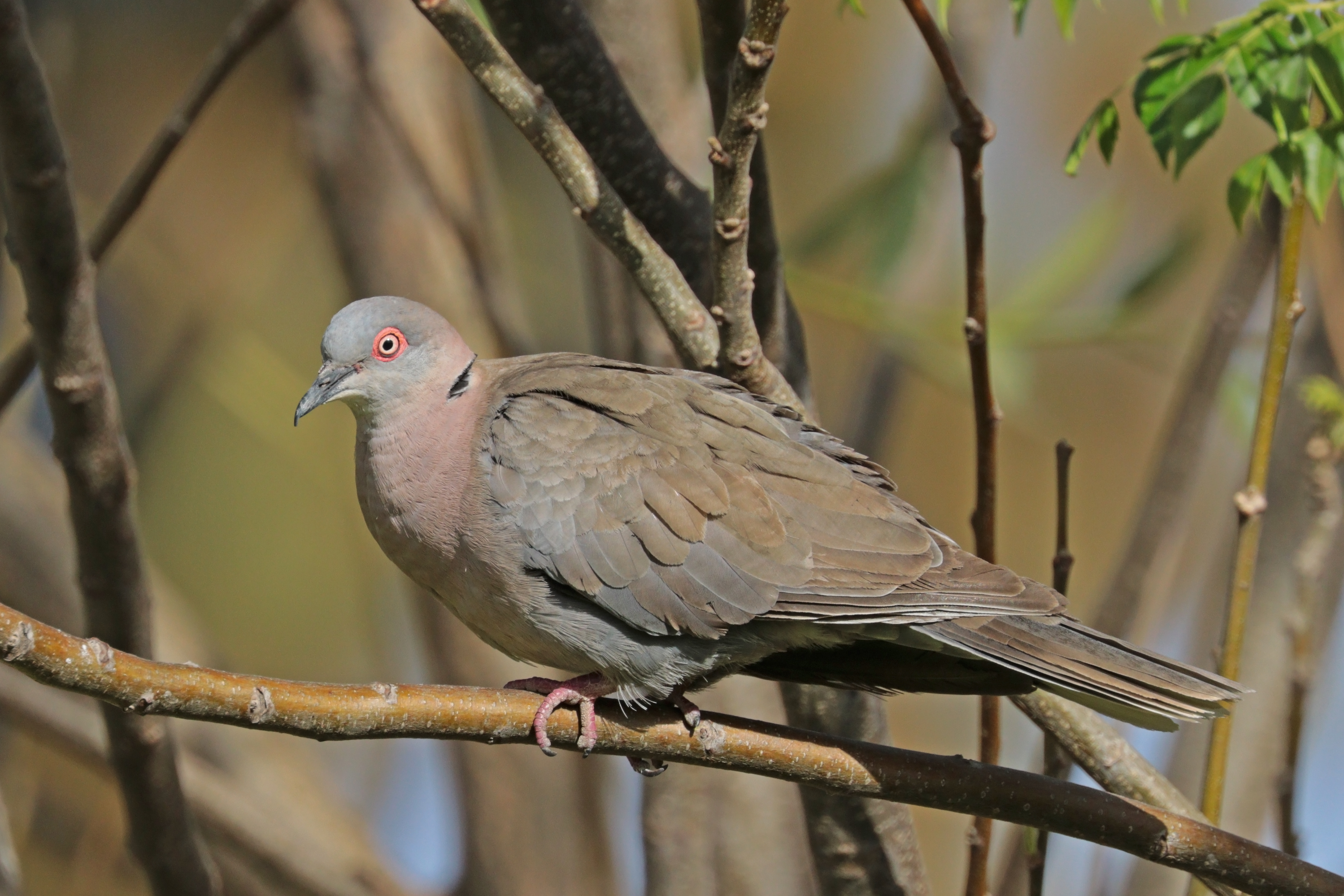
حمامة حزينة من أثيوبيا
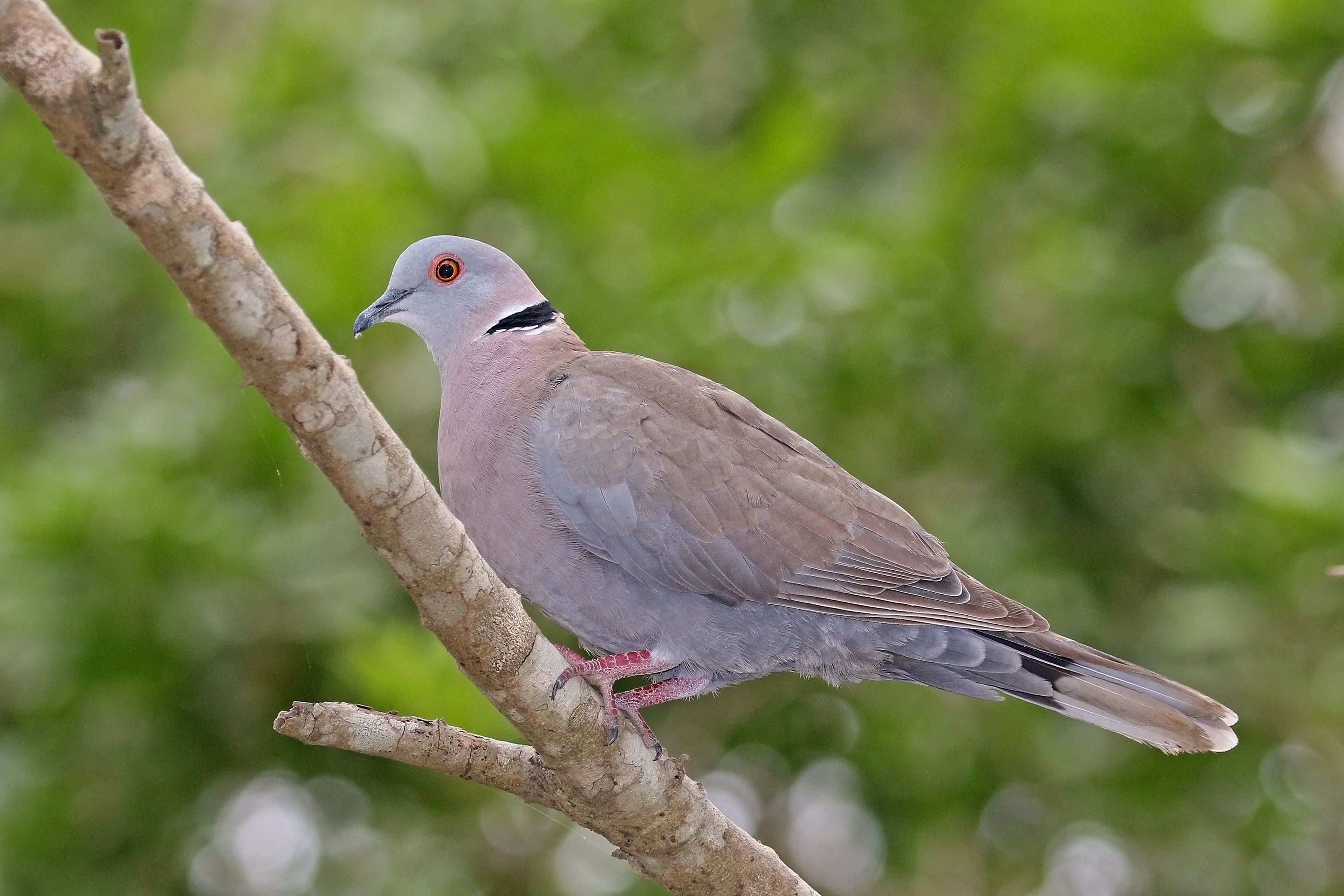
حمامة حزينة من جامبيا
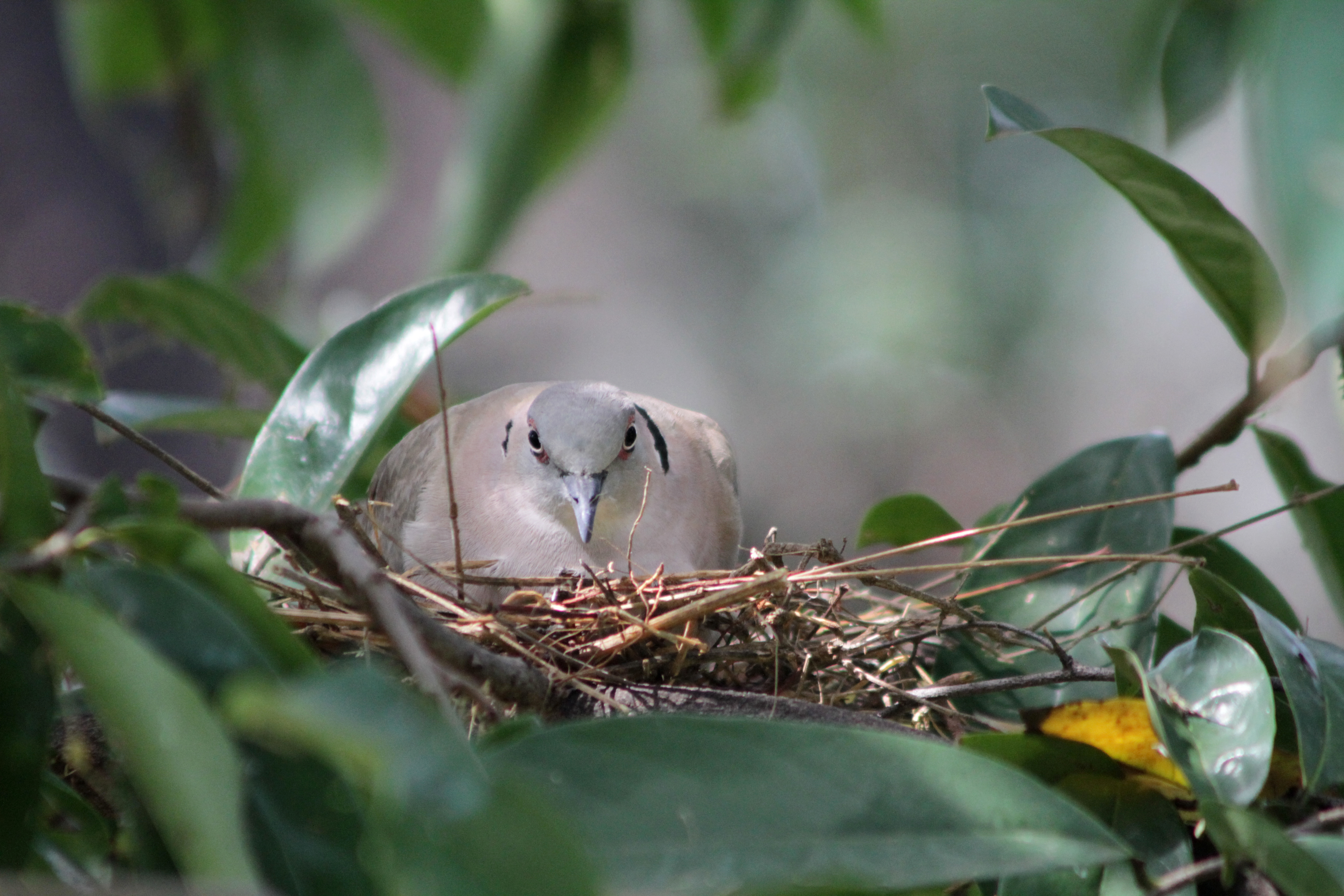
عش قرب بحيرة بارينجو في كينيا

## النظام الغذائي والتغذية
تأكل الحمامة الحزينة بذور العشب والحبوب والنباتات الأخرى. تجمع الحمامة الحزينة الطعام من الأرض. على عكس العديد من الأنواع الأخرى في هذا الجنس ، فهي إجتماعية كليا وغالبًا ما تتغذى في مجموعات.

## التكاثر
تبني الحمامة الحزينة عش من العصي على الأشجار، وغالبًا ما تكون أشجار المانغروف، وتضع بيضتين ذات لون أبيض.